# Bactrocera peterseni
Bactrocera peterseni is een vliegensoort uit de familie van de boorvliegen (Tephritidae). De wetenschappelijke naam van de soort werd voor het eerst geldig gepubliceerd in 1970 door Hardy.